# Хомутов, Венедикт Васильевич
Венедикт Васильев Хомутов — воевода крепости Орешек (Нотебург, Шлиссельбург) в период её обороны от шведов в 1611—1612 годах.
Новгородский помещик, в ноябре-декабре 1610 года приехал в лагерь польского короля под Смоленском и получил от Владислава поместный оклад в Копорском Уезде.
Король Сигизмунд III отправил Хомутова воеводой в Орешек, который тот оборонял от шведов.
После событий вернулся в оккупированный шведами Новгород, где находился до весны-лета 1614 года.
Между мартом и августом 1614 года Венедикт Хомутов решил перейти на сторону царя Михаила Фёдоровича и отъехал из Новгорода в Москву.
Дальнейшая судьба Хомутова неизвестна, историки не смогли её выяснить.